# Yolk
 (septembre 2008).
Si vous disposez d'ouvrages ou d'articles de référence ou si vous connaissez des sites web de qualité traitant du thème abordé ici, merci de compléter l'article en donnant les références utiles à sa vérifiabilité et en les liant à la section « Notes et références ».

Yolk est un label et un collectif de jazz, fondé en 1999 à Nantes (France) par Alban Darche (saxophone), Jean-Louis Pommier (trombone) et Sébastien Boisseau (contrebasse). Yolk est une plate-forme de création dédiée au jazz, unique dans les Pays de la Loire[réf. nécessaire]. Alors que leurs carrières personnelles de solistes les emmènent régulièrement hors de leurs frontières, ils ont fait le choix de l’ancrage en région et du travail en collectif. C’est donc une combinaison de leur histoire, de leurs choix artistiques et citoyens qui les ont conduits à vouloir mener leur vie d’artiste depuis la région des Pays de la Loire. Ils partagent l’idée que le prochain grand pari de la culture sera d’opérer une répartition plus équilibrée dans la population et sur le territoire. Il leur paraît essentiel d’apporter au plus près des gens une culture à la fois riche, exigeante et communicable à un large public[réf. nécessaire]. 
Le collectif Yolk se compose actuellement de 5 musiciens : Alban Darche, Jean-Louis Pommier, Sébastien Boisseau, Matthieu Donarier et Daniel Casimir. Pour le collectif, la musique est un modèle social. La pédagogie est aussi un aspect central de leur démarche : sensibilisation du jeune public et rencontres avec les musiciens amateurs.
La volonté de garder une cohérence artistique s’est exprimée durant toute la phase de structuration de Yolk, jusque dans la production discographique, secteur pourtant délicat où « l’œuvre » devient « produit ». C’est donc pour rayonner largement et témoigner d’une richesse de création rare au sein d’une même région, que le label « Yolk Records » a vu le jour.
Yolk Records est un label de jazz et de musiques improvisées. Conçu par des musiciens, Yolk a choisi de travailler avec des formations dont la démarche essentielle s’appuie sur le son ; celui qui rend une musique et les musiciens identifiables. La musique proposée par ces artistes est principalement de création et lorsqu’il n’y a pas création du texte, il y a création du son. Près de 40 albums ont été enregistrés sur le label, avec la participation de plus de 80 musiciens dont Alban Darche, Sébastien Boisseau, Jean-Louis Pommier, Matthieu Donarier, Daniel Casimir, François Ripoche, Cédric Piromalli, Gilles Coronado, Christophe Lavergne, Geoffroy Tamisier, Sylvain Cathala, Patrick Charnois, Laurent Blondiau, Alexis Thérain, Simon Mary, Manu Codjia, Kenny Wheeler, Tim Berne, Steve Potts, Katerine...
Le label possède une identité visuelle forte et propose des albums au graphisme toujours soigné. Il est récompensé d'un Djangodor du spectacle vivant en 2005.
Le label obtient le titre de label de l'année aux victoires du jazz 2019.

## Sources
- Yolk, collectif et collection, Jazzman n°130, décembre 2006.